# Maha Fajreslam
Maha Fajreslam, née le 4 juillet 2003, est une haltérophile marocaine.

## Carrière
Maha Fajreslam est médaillée d'argent à l'arraché, à l'épaulé-jeté et au total olympique aux Jeux africains de la jeunesse de 2018 dans la catégorie des moins de 44 kg. Elle reproduit cette même performance aux Championnats d'Afrique 2019  dans la catégorie des moins de 45 kg.
Elle est médaillée d'or à l'arraché et au total ainsi que médaillée d'argent à l'épaulé-jeté dans la catégorie des moins de 49 kg aux Championnats d'Afrique 2023 à Tunis.
Aux Jeux panarabes de 2023, elle remporte la médaille d'or à l'arraché et la médaille d'argent à l'épaulé-jeté dans la catégorie des moins de 49 kg.
Elle est médaillée d'argent à l'épaulé-jeté et au total ainsi que médaillée de bronze à l'arraché dans la catégorie des moins de 49 kg aux Championnats d'Afrique 2024 à Ismaïlia.